# Une sale grosse araignée
Pour plus de détails, voir Fiche technique et Distribution.
Une sale grosse araignée (Big Ass Spider!) est un film américain de science-fiction à petit budget réalisé par Mike Mendez et sorti en 2013.

## Synopsis
Une araignée d'origine extraterrestre dont la taille s'accroît très rapidement s'échappe d'un laboratoire militaire et sème la dévastation à Los Angeles. Une équipe militaire dirigée par le major Braxton Tanner et le lieutenant Karly Brant tente de l'arrêter, tout comme l'exterminateur d'insectes Alex Mathis qui fait équipe avec l'agent de sécurité d'hôpital José Ramos.

## Fiche technique
- Réalisation : Mike Mendez
- Scénario : Gregory Gieras
- Photographie : Benji Bakshi
- Montage : Mike Mendez
- Musique : Ceiri Torjussen
- Société de production : Epic Pictures Group, Film Entertainment Services, ICE Animations et Snowfort Pictures
- Pays d'origine :  États-Unis
- Langue originale : anglais
- Format : couleur - 1,85:1
- Genre : science-fiction, comédie horrifique
- Durée : 80 minutes
- Dates de sortie : 
  -  États-Unis : 18 octobre 2013 (sortie limitée)

## Distribution
- Greg Grunberg : Alex Mathis
- Clare Kramer : lieutenant Karly Brant
- Lombardo Boyar : José Ramos
- Ray Wise : major Braxton Tanner
- Patrick Bauchau : Lucas
- Lin Shaye : Mme Jefferson
- Alexis Knight : Lisa
- Ruben Pla : Carl
- Lloyd Kaufman : lui-même
- Gavin Keathley

## Accueil
Le film a été projeté dans quelques festivals et n'a bénéficié que d'une sortie limitée au cinéma avant d'être distribué sur le marché vidéo.
Il obtient 79 % de critiques positives, avec une note moyenne de 5,9/10 et sur la base de 24 critiques collectées, sur le site Rotten Tomatoes. Sur le site Metacritic, il obtient un score de 53/100 sur la base de 9 critiques collectées.